# Les frères Kadogo
Les frères Kadogo es una película del año 2006.

## Sinopsis
Jim, Tom y Billy, de unos 14 años, han sido reclutados a la fuerza en una guerrilla. Desmovilizados constantemente, acaban siendo niños de la calle. Los recogen en un centro dirigido por un religioso. Sin poder deshacerse de sus malos hábitos, no consiguen adaptarse a esta vida. Se escapan del centro para volver a encontrarse en la calle. Desorientado por la muerte accidental de sus amigos, Jim va en busca de su antiguo jefe rebelde. Se entera de que éste se ha vuelto el jefe del ejército y que niega, a lo largo de una entrevista televisada, la existencia de los niños.

## Premios
- FESPACO 2007